# Cosmozetes ecuadoriensis
Cosmozetes ecuadoriensis är en kvalsterart som beskrevs av P. Balogh 1989. Cosmozetes ecuadoriensis ingår i släktet Cosmozetes och familjen Microzetidae. Inga underarter finns listade i Catalogue of Life.